# Charles-Alexandre Fay
Charles-Alexandre Fay, francoski general in kartograf, * 1829, † 1903.